# Natuurreservaat Erikören - Svartholmen
Het Natuurreservaat Erikören - Svartholmen is een Zweeds natuurreservaat in het noorden van de Botnische Golf. Het maakt deel uit van de Kalix-archipel, gemeente Kalix en wordt gevormd door de twee eilanden Erikören en Svartholmen.
Het is een van de kleinste natuurreservaten binnen Zweden. Op beide eilanden komen stukjes oerbos voor. Het reservaat maakt deel uit van Natura 2000.